# Baudina naturalistae
Baudina naturalistae är en mossdjursart som beskrevs av Gordon 2009. Baudina naturalistae ingår i släktet Baudina och familjen Pasytheidae. Inga underarter finns listade i Catalogue of Life.